# Alstroemeria longistyla
Alstroemeria longistyla este o specie de plante monocotiledonate din genul Alstroemeria, familia Alstroemeriaceae, descrisă de Joseph August Schenk. Conform Catalogue of Life specia Alstroemeria longistyla nu are subspecii cunoscute.